# اسماعیل‌آباد (فهرج)
اسماعیل‌آباد، روستایی در دهستان نگین کویر بخش نگین کویر شهرستان فهرج در استان کرمان ایران است.

## جمعیت
بر پایه سرشماری عمومی نفوس و مسکن در سال ۱۳۹۵، جمعیت این روستا برابر با ۴٬۷۶۹ نفر (۱٬۰۵۵ خانوار) بوده‌است.